# Дом «У двух золотых медведей»
Дом «У двух золотых медведей» (чеш. Dům U Dvou zlatých medvědů) — здание в центре Праги, в историческом районе Старе-Место, на углу улиц Мелантрихова и Кожны, по соседству с домом «У Серебряного чайника» (чеш. Dům U Stříbrné konvice). Охраняется как памятник культуры с 1958 года.

## История

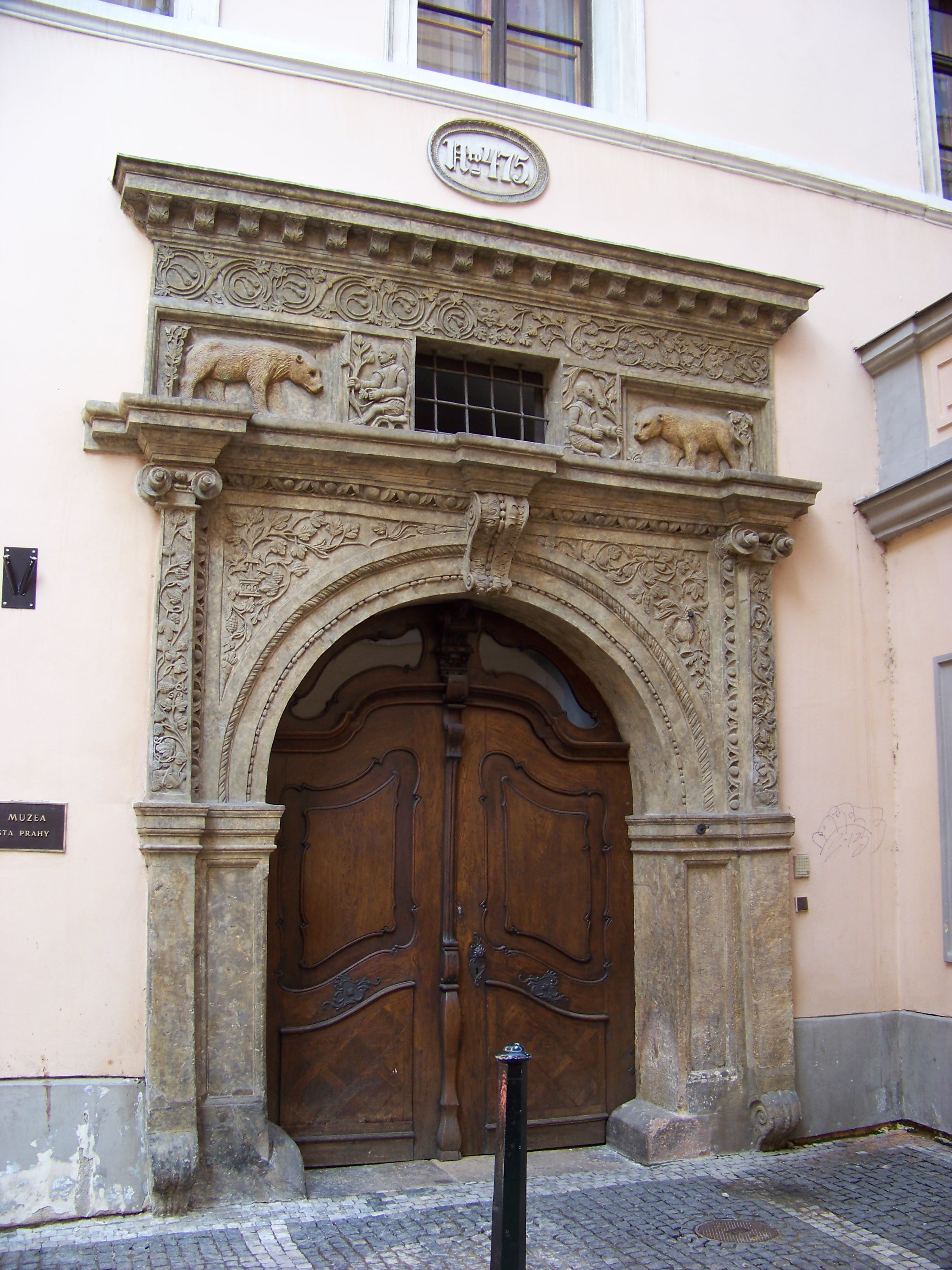
Портал здания

На месте здания стояли два дома в готическом стиле, и пивоварня. Они были соединены уже до 1403 года, к которому относится первое упоминание о здании. Почти сразу, в начале XV века, получившийся дом был сильно перестроен. Как минимум, один из тех домов и эта пивоварня принадлежали пивовару Микулашу Богунеку (чеш. Mikuláš Bohunek), о чём упоминается в документе от 1405 года. С тех пор сохранились подвал и элементы кладки по периметру современного здания.
В первой четверти XVI века здание было перестроено ещё раз уже при новом владельце, Староместском бургомистре Яне Настойте (чеш. Jan Nastojte), и дом в целом приобрёл современный вид. От той перестройки сохранились элементы портала.
В период с 1559 по 1567 год здание перестраивалось в стиле в стиле ренессанс. В это время им владел Ян Косоржский (чеш. Jan Kosořský), о чём существует документ, датируемый 1564 годом. В процессе этой перестройки у дома появились аркады, окна первого этажа, и был полностью перестроен портал.
В период от 1575 до 1600 года здание реконструировалось в стиле ренессанс ещё раз. Предполагалось, что в реконструкции принимал участие Бонифаций Вольмут (нем. Bonifaz Wohlmut). В процессе этой позднеренессансной реконструкции здание было увеличено.
Между 1683 и 1702 годами здание реконструировалось при новом владельце, Томасе Грисмуюллере (нем. Tomas Griesmuller) в стиле раннего барокко, о чём косвенно свидетельствует удвоение цены дома. Третий этаж был надстроен после 1726 года.
Эгон Эрвин Киш родился здесь в 1885 году. В то время домом владела его семья. Над входом со стороны улицы Кожны c 1956 года находится памятная доска с портретом Киша работы Бржетислава Бенды.
Во время санации Праги 1893 года здание подверглось опасности сноса, но муниципалитет был вынужден отступить под давлением общественности.
В 1940 году дом был немного перестроен, а в 1970-х годах подвергся капитальному ремонту, когда его приспособили под Музей города Праги.